# Dark (сериал)
„Dark“ е германски научнофантастичен трилър уеб-сериал, създаден от Баран бо Одар и Янте Фризе.
Това е първият оригинален сериал на Netflix на немски език. Премиерата на първия сезон е на 1 декември 2017, като получава главно позитивни отзиви от критиците. Сравняван е с друга продукция на Netflix – „Stranger Things“. Вторият сезон е одобрен и е насрочен за премиера на 21 юни 2019.

## Резюме
Изчезнало дете поставя четири семейства на неистов лов за отговори. Търсенето на виновник открива греховете и тайните на малкия град.

## Герои

### Семейство Канвалд
| Герой                         | Описание                                                    | Актьор (2019)                        | Актьор (1986)                         | Актьор (1953)   |
| ----------------------------- | ----------------------------------------------------------- | ------------------------------------ | ------------------------------------- | --------------- |
| Йонас Канвалд                 | Ученик в гимназията, страдащ след самоубийството на баща си | Луис Хофман (появява се и през 1986) | —                                     | —               |
| Михаел Канвалд                | Баща на Йонас, самоубийството му отваря сериала             | Себастиан Рудолф                     | Дан Ленард Либренц (виж Микел Нилсен) | —               |
| Хана Канвалд (по баща Крюгер) | Майка на Йонас; масажистка                                  | Мая Шьоне                            | Ела Лий                               | —               |
| Инес Канвалд                  | Осиновителка на Михаел; мед. сестра                         | Ангела Винклер                       | Ане Рате-Поле                         | Лена Ужендовски |
| Себастиан Крюгер              | Баща на Хана                                                | —                                    | Денис Шмид                            | —               |
| Даниел Канвалд                | Баща на Инес; шеф на полицията в 1953                       | —                                    | —                                     | Флориан Панцер  |

### Семейство Нилсен
| Герой           | Описание                                                                  | Актьор (2019)                               | Актьор (1986)     | Актьор (1953) |
| --------------- | ------------------------------------------------------------------------- | ------------------------------------------- | ----------------- | ------------- |
| Марта Нилсен    | Възлюбена на Йонас                                                        | Лиса Викари                                 | —                 | —             |
| Магнус Нилсен   | Брат на Микел и Марта                                                     | Мориц Ян                                    | —                 | —             |
| Микел Нилсен    | По-малкият брат на Марта и Магнус                                         | Дан Ленард Либренц (появява се и през 1986) | —                 | —             |
| Улрих Нилсен    | Съпруг на Катарина; баща на Марта, Микел и Магнус; полицейски офицер      | Оливер Масучи (появява се и през 1953)      | Лудгер Бьолкерман | —             |
| Катарина Нилсен | Съпруга на Улрих; майка на Марта, Микел и Магнус; директорка на училището | Йордис Трибел                               | Неле Требс        | —             |
| Мадс Нилсен     | По-малкият брат на Улрих, който изчезва през 1986                         | —                                           | Валентин Оперман  | —             |
| Тронте Нилсен   | Съпруг на Яна; баща на Улрих и Мадс                                       | Валтер Крейе                                | Феликс Крамер     | Йошио Марлон  |
| Яна Нилсен      | Съпруга на Тронте; майка на Улрих и Мадс                                  | Татя Зайбт                                  | Ане Лебински      | Рике Зиндлер  |
| Агнес Нилсен    | Майка на Тронте                                                           | —                                           | —                 | Антйе Трауе   |

### Семейство Доплер
| Герой            | Описание                                                                             | Актьор (2019)                      | Актьор (1986)  | Актьор (1953)                   |
| ---------------- | ------------------------------------------------------------------------------------ | ---------------------------------- | -------------- | ------------------------------- |
| Франциска Доплер | Съученичка на Йонас, Марта и Магнус                                                  | Гина Щибиц                         | —              | —                               |
| Елизабет Доплер  | По-малката глуха сестра на Франциска                                                 | Карлота фон Фалкенхайн             | —              | —                               |
| Петер Доплер     | Баща на Франциска и Елизабет; психолог на Йонас                                      | Стефан Кампвирт                    | —              | —                               |
| Шарлоте Доплер   | Съпруга на Петер; майка на Франциска и Елизабет; главен полицай на Винден през 2019. | Каролине Айхорн                    | Щефани Амарел  | —                               |
| Хелге Доплер     | Баща на Петер; пазач в електроцентралата                                             | Херман Бейер (появява се и в 1986) | Петер Шнайдер  | Том Филип (появява се и в 1986) |
| Бернд Доплер     | Баща на Хелге; основател на електроцентралата                                        | —                                  | Михаел Мендл   | Анатоле Таубман                 |
| Грета Доплер     | Съпруга на Бернд и майка на Хелге                                                    | —                                  | —              | Корделия Веге                   |
| Х. Г. Танхаус    | Баща на Шарлоте; часовникар                                                          | —                                  | Кристиан Щейер | Арнд Клавитер                   |

### Семейство Тидерман
| Герой               | Описание                                    | Актьор (2019)                      | Актьор (1986)   | Актьор (1953)    |
| ------------------- | ------------------------------------------- | ---------------------------------- | --------------- | ---------------- |
| Бартош Тидерман     | Най-добър приятел на Йонас и гадже на Марта | Пол Лукс                           | —               | —                |
| Регина Тидерман     | Майка на Бартош; мениджър на хотел          | Дебора Кауфман                     | Лидия Макридес  | —                |
| Александър Тидерман | Баща на Бартош; директор на ЕЦ през 2019    | Петер Бенедикт                     | Бела Габор Ленц | —                |
| Клаудия Тидерман    | Майка на Регина; директор на ЕЦ през 1986   | Лиса Кройцер (появява се и в 1953) | Юлика Дженкинс  | Гуендолин Гьобел |
| Игон Тидерман       | Баща на Клаудия; полицейски офицер          | —                                  | Кристиян Пецолд | Себастиан Хюлк   |
| Дорис Тидерман      | Майка на Клаудия и жена на Игон             | —                                  | —               | Луизе Хейер      |

### Други
- Чужденецът – Андреас Пийчман
- Ноа – Марк Вашке
- Момиче от бъдещето – Леа ван Акен

## Сезони и епизоди
| Сезон | Сезон | Епизоди |                 |
| Сезон | Сезон | Епизоди | Премиера        |
| ----- | ----- | ------- | --------------- |
|       | 1     | 10      | 1 декември 2017 |
|       | 2     | 8       | 21 юни 2019     |
|       | 3     | 8       | 27 юни 2020     |

### Сезон 1 (2017)
| № | #  | Заглавие                                                               | Режисура      | Сценарий                   | Първо излъчване | Първо излъчване | Рейтинг (в милиони) |
| --- | -- | ---------------------------------------------------------------------- | ------------- | -------------------------- | --------------- | --------------- | ------------------- |
| 1 | 1  | Тайни ("Geheimnisse")                                                  | Баран бо Одар | Янте Фризе & Баран бо Одар | 1 декември 2017 | 1 декември 2017 | Неизвестно          |
| През юни 2019 г. 43-годишният Михаел Канвалд се самоубива, но майка му Инес взема предсмъртното му писмо преди някой да го е забелязал. На 4 ноември, след месеци терапия в психиатрична клиника, синът на Михаел - Йонас - се връща в училище и се събира с най-добрия си приятел Бартош Тидерман, който сега излиза с приятелката на Йонас - Марта. Ерик Обендорф, снабдяващ цялата гимназия с марихуана, е изчезнал от две седмици и полицейският офицер Улрих Нилсен - баща на Марта и братята ѝ Магнус и Микел - се е заел с разследването на случая. В това време Улрих също така изневерява на жена си, директорката на училището Катарина, с майката на Йонас - Хана. Докато търсят дрогата на Ерик в пещера недалеч от АЕЦ, Йонас, Бартош, трите Нилсен деца и Франциска Доплер са уплашени от странни звуци, идващи от пещерата. Микел изчезва. На следващия ден е открито тяло на младо момче, но то не е Микел. На незнайно място, закачулена фигура завързва Ерик на стол и поставя механизъм около главата му. |    |                                                                        |               |                            |                 |                 |                     |
| 2 | 2  | Лъжи ("Lügen")                                                         | Баран бо Одар | Янте Фризе & Баран бо Одар | 1 декември 2017 | 1 декември 2017 | Неизвестно          |
| Изчезването на Микел връща спомени от 1986, когато по-малкият брат на Улрих, Мадс, изчезва. Улрих започва да вярва, че изчезването на Ерик, Микел и тялото на третото момче са свързани. Докато претърсва пещерата, той намира заключена врата, водеща до атомната централа наблизо. Искът му да влезе в централата е отказан от директора Александър Тидерман, баща на Бартош. Шефът на полицейското отделение Шарлоте Доплер е информирана, че трупът на момчето е облечено с дрехи от 80-те и е умряло 16 часа по-рано и че ушите му са унищожени от високо напрежение. По-късно, светлини започват да премигват и птици падат умрели от небето. В това време съмнителен странник влиза в хотел, собственост на Регина, майка на Бартош. Майката на Улрих Йана лъже Улрих, твърдейки, че съпругът ѝ Тронте е бил с нея в нощта на изчезването на Микел. На зазоряване дезориентираният Микел се събужда пещерата и побягва към къщи, където узнава, че днешната дата е 5 ноември 1986. |    |                                                                        |               |                            |                 |                 |                     |
| 3 | 3  | Вчера и днес ("Gestern und Heute")                                     | Баран бо Одар | Янте Фризе & Баран бо Одар | 1 декември 2017 | 1 декември 2017 | Неизвестно          |
| През 1986, четири седмици след изчезването на Мадс Нилсен, отчаяният Микел е разпитван от офицера Егон Тидерман, който подозира, че момчето е удряно от тийнейджъра Улрих. Микел е закаран в болницата от сестра Инес Канвалд, която спечелва доверието му. В атомната централа, новоназначената директорка Клаудия Тидерман, дъщеря на Егон и майка на Регина, разговаря с предшественика си Бернд Доплер, който я информира за тайните варели, скрити в близката пещера. Синът на Бернд, пазачът Хелге, дава на Клаудия книга: Eine Reise durch die Zeit (Пътешествие през времето) от Х. Г. Танхаус. Междувременно Шарлоте започва разследването на умрелите птици, докато срамежливата, млада Хана си пада по Улрих, а Регина бива дразнена, което я кара да се самонаранява. Стадо овце е намерено мъртво. Микел се изнизва от болницата и се връща в пещерата; след като се наранява, той вика за помощ. През 2019, Улрих се връща в пещерата, където чува едва доловимите му викове за помощ. |    |                                                                        |               |                            |                 |                 |                     |
| 4 | 4  | Двойни животи ("Doppelleben")                                          | Баран бо Одар | Янте Фризе & Баран бо Одар | 1 декември 2017 | 1 декември 2017 | Неизвестно          |
| През 2019 Йонас намира карти и бележки за пещерата в гаража на семейството си. Шарлоте се опитва да намери връзка между изчезналите момчета и умрелите птици, които (също като умрялото момче) са с пукнати тъпанчета. Птиците също така показват подобни симптоми с тези, открити след Чернобилската авария, и Шарлоте подозира връзка със събитията във Винден през 1986. Междувременно бракът ѝ с психолога Петер се разпада, откакто тя научава за аферата му с транс проститутка и че в нощта на изчезването на Микел той е излизал някъде с колата си. Най-голямата им дъщеря Франциска доверява плановете си да напусне града на Магнус, след което двамата правят секс. По-малката сестра на Франциска, Елизабет, изчезва след училище, но в крайна сметка се връща у дома, обяснявайки, че се е срещнала с мистериозен мъж на име Ноа, който ѝ дава часовник, който принадлежал на Шарлоте. Междувременно, бащата на Петер, Хелге, който страда от деменция, е намерен да се разхожда из гората, твърдейки, че „трябва да спре Ноа“. На следващата сутрин закачулена фигура се приближава към приятеля на Елизабет, Ясин, и му казва, че е изпратен от Ноа.                        |    |                                                                        |               |                            |                 |                 |                     |
| 5 | 5  | Истини ("Wahrheiten"")                                                 | Баран бо Одар | Мартин Бенке & Янте Фризе  | 1 декември 2017 | 1 декември 2017 | Неизвестно          |
| В 1986 Микел е в болницата след като си счупва крака в пещерата. Посетен е от отец Ноа. След като вижда как Улрих и Катарина правят секс, Хана лъже полицията, че Улрих изнасилва Катарина и той бива арестуван. В 2019 с изчезването на Ясин, паниката се разраства и Шарлоте обвинява Петер, че е замесен в историята. Хана желае да продължи аферата си с Улрих, но той ядосано отказва. В хотела Странникът моли Регина да достави пакет на Йонас, докато той е извън града за няколко дни. На гроба на Михаел, Странникът казва на Йонас, че баща му някога е спасил живота му. Бартош се среща с дилъра на Ерик Обендорф, който се окакзва отеца, който посещава Микел в болницата преди 33 години. По-късно Йонас получава пакета, съдържащ запалка, гайгеров брояч и предсмъртното писмо на Михаел. В писмото бащата на Йонас обяснява, че на 4 ноември 2019 пътува назад във времето, където пораства, отгледан от Инес, омъжва се за Хана и има дете Йонас. Така Микел Нилсен става Михаел Канвалд. |    |                                                                        |               |                            |                 |                 |                     |
| 6 | 6  | Sic Mundus Creatus Est ("Sic Mundus Creatus Est")                      | Баран бо Одар | Янте Фризе & Рони Шалк     | 1 декември 2017 | 1 декември 2017 | Неизвестно          |
| В 2019 Регина открива, че има рак на гърдата. Улрих открива, че баща му е имал афера с Клаудия по време на изчезването на Мадс. След като научава, че Регина е последната, която вижда Мадс жив през 1986, Улрих се изправя пред нея и тя признава, че го ненавижда за това, че я е дразнил в детството и го кара да види, че Хана е тази, която казва, че той изнасилва Катарина. Улрих посещава моргата и разбира, че трупът всъщност е на Мадс, непроменен след 33 години. Междувременно Йонас не успява да каже на майка си за предсмъртното писмо, но влиза в пещерата с бележките на баща си и оборудването от пакета на Странника. В пещерата открива вратата, върху която е написано Sic mundus creatus est и, след като преминава от другата страна, вижда постери с лицето на изчезналия Мадс Нилсен. Микробус преминава и спира; 14-годишната Хана и баща ѝ Себастиан предлагат на Йонас превоз в дъжда, предупреждавайки го за киселинния дъжд в резултат от скорошната авария в Чернобил. |    |                                                                        |               |                            |                 |                 |                     |
| 7 | 7  | Кръстопъти ("Kreuzwege")                                               | Баран бо Одар | Янте Фризе & Марк О. Сенг  | 1 декември 2017 | 1 декември 2017 | Неизвестно          |
| В 2019 полицята най-после получава разрешение за влизане в централата. Улрих намира бележките на Егон от 1986, които правят Хелге заподозрян, и го посещава в дома. Уплашен, Хелге твърди, че може да промени миналото и бъдещето. Катарина разбира за аферата на Улрих. Шарлоте открива, че пещерата минава под стара къща, собственост на Хелге, и по-късно получава гласово съобщение от Улрих, който ѝ казва, че Хелге е похитителят, но че въпросът не е как го прави, а кога го прави. Късно вечерта Хелга напуска дома, следван от Улрих, който носи книга от стаята на Хелге: Eine Reise durch die Zeit от Х. Г. Танхаус. В 1986 Хелге, който работи в централата в нощта на изчезването на Мадс, е разпитван от Егон за местоположението му. Странникът предупреждава Йонас, че ако връщането на Микел обратно би означавало, че Йонас никога не се ражда. Катарина неуспешно се опитва да убеди Егон, че Улрих не я е изнасилил, а Хелге и Ноа се подготвят да преместят тялото на Ясин от бункер зад къщата на Хелге. |    |                                                                        |               |                            |                 |                 |                     |
| 8 | 8  | Каквото посееш, такова ще пожънеш ("Was man sät, das wird man ernten") | Баран бо Одар | Мартин Бенке & Янте Фризе  | 1 декември 2017 | 1 декември 2017 | Неизвестно          |
| В 1953 птиците започват да умират и неидентифицираните тела на Ерик и Ясин са открити. Шефът на полицията Даниел Канвалд и офицерът Егон Тидерман са озадачени от странните дрехи на момчетата. Улрих пристига от 2019 и се среща с няколко местни, включително новодошлите Агнес Нилсен и сина ѝ Тронте, които са напът да наемат стая в къщата на Тидерман, часовникарят на име Х. Г. Танхаус, който отрича знание за книгата, намерена в дома на Хелге през 2019. Чрез младите Инес и Яна, Улрих научава за двете тела и, след като среща 9-годишния Хелге, осъзнава, че ако го убие, ще спаси живота на момчетата. Той удря Хелге и го оставя в бункера, смятайки го за умрял. По-късно Танхаус намира смартфона на Улрих. В 1986 Странникът се среща с по-възрастния Танхаус, който споделя теорията си за пътуване във времето посредством червееви дупки. Странникът потвърждава теориите му и заявява, че подобна червеева дупка, позволяваща пътуване 33 години в миналото или в бъдещето, съществува във Винден. Той моли Танхаус да поправи негово устройство, с което да унищожи дупката. Танхаус по-късно изкарва по-нова версия на устройството, изучавайки ги едно до друго. |    |                                                                        |               |                            |                 |                 |                     |
| 9 | 9  | Всичко е сега ("Alles ist Jetzt")                                      | Баран бо Одар | Янте Фризе & Марк О. Сенг  | 1 декември 2017 | 1 декември 2017 | Неизвестно          |
| В 1986 Улрих е освободен след набеждения за изнасилване, а Хана тайно открива, че новодошло момче, което нарича себе си Александър Тидерман, живее под фалшива самоличност. Клаудия среща кучето си Гретхен, което изчезва през 1953, живо и здраво пред пещерата, и започва да чете книгата на Танхаус. Когато Бернд признава, че скритите варели съдържат остатъци от малък срив, Клаудия наема Александър да зацементира вратата към тях. В спор с Хелге, Ноа заявява, че мисията му е да освободи човечеството, оприличавайки се на библейския Ной. В 2019 Хана използва това, което знае за миналото на Александър, изнудвайки го да унижощи живота на Улрих. Регина открива разследванията на Странника. Клаудия се среща с Бартош. По-късно Бартош се среща с Ноа и се съгласява да се присъедини към него. В 1953 Хелге е регистриран като изчезнал. Улрих е арестуван и признава, че е убил Хелге. Клаудия от 2019 влиза в магазина на Танхаус с чертежи на машината, молейки го да ѝ я построи. |    |                                                                        |               |                            |                 |                 |                     |
| 10 | 10 | Алфа и Омега ("Alpha und Omega")                                       | Баран бо Одар | Янте Фризе & Рони Шалк     | 1 декември 2017 | 1 декември 2017 | Неизвестно          |
| В нощта на изчезването на Микел, Петер е в къщата на Хелге, когато Мадс изведнъж се появява. Петер се обажда на Тронте и му казва да дойде в къщата, когато Клаудия се появява и им казва, че трябва да преместят трупа. В 1986 Ноа и Хелге отвличат Йонас, който е там, за да върне Микел обратно в 2019. Върнал се в 1986, старият Хелге е по-късно убит в опит да спре по-младото си Аз като го прегазва с кола. Йонас се събужда в бункера, в компанията на Странника, който му казва, че това всъщност е по-старата му версия, след което го оставя, за да унищожи червеевата дупка. В 2019 Шарлоте открива статия от 1953 относно отвличането на Хелге, заедно със снимка на Улрих. Ноа казва на Бартош, че Клаудия е главният им противник и че старият Йонас е напът да създаде червеевата дупка. В 1953 9-годишният Хелге идва в съзнание, когато дупката се появява, свързвайки го с Йонас в 1986. Като са напът да се докоснат, Хелге е транспортиран в 1986, а Йонас се събужда в постапокалиптичен Винден в 2052. |    |                                                                        |               |                            |                 |                 |                     |

### Сезон 2 (2019)
| № | #  | Заглавие                                    | Режисура      | Сценарий                  | Първо излъчване | Първо излъчване | Рейтинг (в милиони) |
| --- | -- | ------------------------------------------- | ------------- | ------------------------- | --------------- | --------------- | ------------------- |
| 1 | 11 | Начало и край ("Anfänge und Enden")         | Баран бо Одар | Янте Фризе & Дафне Фераро | 21 юни 2019     | 21 юни 2019     | Неизвестно          |
| В 1921, извън Винден, двама мъже строят пасаж в пещерата, който по-късно да се използва като портал. Единият от тях, младият Ноа, убива втория с брадва. По-младия Ноа е воден от по-старото си Аз, член на група от пътуващи във времето, наречени Sic Mundus, водени от обезобразения и мистериозен Адам, който казва на по-стария Ноа да вземе липсващите страници от дневника на Клаудия, за да се подготвят за „апокалипсиса“, който ще се случи на 7 юни 2020. На 21 юни 2020, шест дни преди апокалипсиса, нещата във Винден са напрегнати. Изследователят Клаузен пристига в града, за да помогне на Шарлоте с разследванията на изчезналите, които сега включват Хелге, Йонас и Улрих. Катарина търси отговори в пещерата. Марта къса с Бартош, който сега работи с Ноа. Старият Йонас от бъдещето се открива пред майка си Хана. Александър премества камион с радиоактивен отпадък в централата. В 2053 тиийнейджърът Йонас е в постапокалиптичния Винден. Той планира да спре настъпващия апокалипсис, но е под строго наблюдение от старата Елизабет, която оцелява апокалипсиса и сега води група от оцелели. Тя забранява на всеки да влиза в атомната централа. Йонас влиза в забранената зона, игнорирайки правилата ѝ, и намира голяма, носеща се сфера в реактора. |    |                                             |               |                           |                 |                 |                     |
| 2 | 12 | Черна материя ("Dunkle Materie")            | Баран бо Одар | Янте Фризе & Рони Шалк    | 21 юни 2019     | 21 юни 2019     | Неизвестно          |
| В 1987 Микел се бори да се приспособи към новия си живот като Михаел с Инес като настойник. Старата Клаудия посещава себе си в 1987 и я информира за пътуването във времето, давайки ѝ координати на машина на времето, заровена в задния ѝ двор. Егон сега е пенсиониран и страда от рак. Той се съмнява в действията, които е предприел във връзка с телата на децата през 1953. Разпитва Хелге и отива в местната психиатрична клиника, за да посети Улрих, който прекарва 34 години под арест, след като погрешно е обвинен в убийство. Улрих казва на Егон, че винаги е бил наивен. В 2020, пет дни преди апокалипсиса, Клаузен и Шарлоте разпитват Регина, която страда от рак на гърдата. Тя разказва за стария Йонас, който наема стая в хотела ѝ и показва вещите му, които включват страници от книгата на Танхаус. Шарлоте, отгледана от Танхаус, започва да поставя под въпрос произхода си. Старият Йонас информира Хана за пътуването във времето и ѝ показва Микел в къщата на Инес в 1987. В 2053 Йонас научава за „божествената частица“ посредством записите на Клаудия, сферата и реактора, които могат да се използват като портал за пътуване във времето. Той краде гориво за портала, но е хванат от Елизабет, която първоначално го беси публично, но накрая решава да затвори в клетка вместо това. Силия, преводачът на Елизабет, се съмнява в Елизабет и освобождава Йонас. Заедно отиват в забранената зона, където Йонас влиза в сферата, оставяйки Силия сама. |    |                                             |               |                           |                 |                 |                     |
| 3 | 13 | Духове ("Gespenster")                       | Баран бо Одар | Янте Фризе & Марк О. Сенг | 21 юни 2019     | 21 юни 2019     | Неизвестно          |
| В 1954 младият Хелге се връща у дома, след като е изчезнал за седем месеца. Той отказва да говори с някого, освен Ноа, с когото той прекарва тези седем месеца в 1987, строейки машината на времето. Дорис изневерява на съпруга си с Агнес. Старата Клаудия по-късно се среща с Агнес, бивш член на Sic Mundus. Агнес се среща с Ноа, брат си, и му доверява местоположението на липсващите страници с надеждата отново да се присъедини към Sic Mundus. Клаудия посещава по-младата версия на баща си, където му се извинява, след което дава машината на времето на Танхаус. Клаудия среща Ноа в гората, който я убива. Ноа взема липсващите страници и е смаен от откритието. Егон неуспешно разпитва Хелге и посещава неотзивчив Улрих в затвора. В 1987 Егон посещава стария Улрих в лудницата. Улрих казва на Егон кой е всъщност, което припомня на Егон твърденията, направени от Микел, когато за първи път се появява през 1986. След като разпитва и Инес, Егон показва на Улрих снимка на Микел. Улрих напада Егон и е задържан. Клаудия посещава Хелге и използва машината, за да пътува до 2020; плаче, като вижда болната Регина в дома си. |    |                                             |               |                           |                 |                 |                     |
| 4 | 14 | Пътуващите ("Die Reisenden")                | Баран бо Одар | Янте Фризе & Мартин Бенке | 21 юни 2019     | 21 юни 2019     | Неизвестно          |
| |    |                                             |               |                           |                 |                 |                     |
| 5 | 15 | Изгубен и намерен ("Vom Suchen und Finden") | Баран бо Одар | Рони Шалк & Янте Фризе    | 21 юни 2019     | 21 юни 2019     | Неизвестно          |
| |    |                                             |               |                           |                 |                 |                     |
| 6 | 16 | Цикъл без край ("Ein unendlicher Kreis")    | Баран бо Одар | Янте Фризе & Мартин Бенке | 21 юни 2019     | 21 юни 2019     | Неизвестно          |
| |    |                                             |               |                           |                 |                 |                     |
| 7 | 17 | Белият Дявол ("Der weiße Teufel")           | Баран бо Одар | Янте Фризе & Марк О. Сенг | 21 юни 2019     | 21 юни 2019     | Неизвестно          |
| |    |                                             |               |                           |                 |                 |                     |
| 8 | 18 | Край и начало ("Enden und Anfänge")         | Баран бо Одар | Янте Фризе & Дафне Фераро | 21 юни 2019     | 21 юни 2019     | Неизвестно          |
| |    |                                             |               |                           |                 |                 |                     |